# Monster (film fra 2011)
|  | Denne artikel er oprettet af botten Steenthbot ud fra en ekstern database. Den kan derfor have sproglige fejl eller mangler. Denne skabelon kan fjernes efter kontrol af indholdet. |

 For alternative betydninger, se Monster (flertydig). (Se også artikler, som begynder med Monster)
Monster er en dansk kortfilm fra 2011 instrueret af Amanda Sø Leth-Nissen.

## Medvirkende
- Christian Vincent Jung, Lysander
- Freja Riise Danielsen, Maria